# Protestáns Szemle

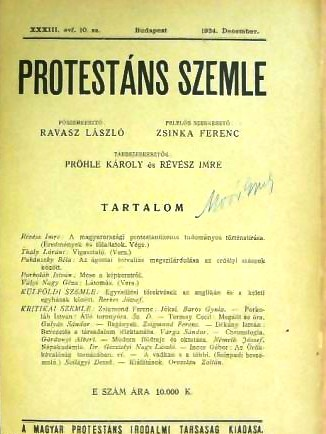
Protestáns Szemle 1924. december (XXXIII. évfolyam, 10. szám)

A Protestáns Szemle (1889–1920; 1924–1944; úf. 1992: 1-4—2004: 1-4.) a Magyar Protestáns Irodalmi Társaság, 1992-től a Magyar Protestáns Közművelődési Egyesület folyóirata. Székhely: Budapest. Periodicitás: negyedévente.

## Tartalma
1920-ig főleg egyházi és teológiai témákkal foglalkozott, 1924-től a protestáns értelmiség fontos orgánumává vált, kulturális lap lett belőle, mely közölt szépirodalmi műveket, irodalomtörténeti írásokat, filozófiai, történelmi, szociológiai tanulmányokat, képzőművészeti, zenei, színházi és irodalmi kritikákat. Jeles kortárs szépírókkal, tudósokkal, kritikusokkal találkozunk a lap szerzői körében. A két világháború közti időszak művelődésének egyik fontos adattára.

## A lap szerkesztői
- Kenessey Béla (1889–1895);
- Szőts Farkas (1895–1913);
- Ravasz László (1914–1918);
- Lencz Géza (1919);
- Madai Gyula (1920);
- Dálnoki Veress Jenő (1924);
- Zsinka Ferenc (1924–1929);
- Áprily Lajos (1929–1938 febr.);
- Kerecsényi Dezső (1938–1944);
- Szegedy-Maszák Mihály (1992-től).

## Jeles munkatársaiból
- Ady Lajos
- Antal Géza
- Áprily Lajos
- Ballagi Géza
- Bibó Lajos
- Benedek Marcell
- Bóka László
- Györffy István
- Hamvas Béla
- Jékely Zoltán
- Karácsony Sándor
- Képes Géza
- Kolozsvári Grandpierre Emil
- Németh László
- Oláh Gábor
- Reményik Sándor
- Tóth Béla
- Weöres Sándor
- Zilahy Lajos
- Zöld Mihály